# Культурна економіка
Культурна економіка (англ. Cultural economics) — це галузь економіки, яка вивчає зв'язок культури з економічними результатами, тобто використання сфери культури в економічній діяльності.
Світове економічне співтовариство стало активно обговорювати питання взаємодії економіки і культури відносно недавно: з 80-х років ХХ ст. Це пов'язано, з одного боку, з об'єктивними модифікаціями в розвитку сучасної культури (вона, безсумнівно, стала більш комерціалізованою, а тому інвестиційно привабливою), з іншого— швидка урбанізація, підвищення освітнього рівня і доходів населення, розширення аудиторії культури в процесі глобалізації та розвитку IT-технологій привертає до культури все більше щирого інтересу.
Чи можна звинувачувати культуру в надмірній комерціалізації? Культура завжди ділилась на комерційну і некомерційну, але сьогодні межа між ними поступово стирається. Пов'язані з культурою індустрії швидко стають однією з основних складових в економіці і забезпечують роботою широкі верстви населення. Зараз поняття культурної індустрії розширилося і включає виробництво одягу, меблів та інші дизайн-орієнтовані галузі, в яких вигляд продає річ. Крім того, в культуру входять кіноіндустрія, видавництво, телебачення, радіо та інші мас-медіа, звуко- і відеозапис, а також традиційні мистецтва — театр, живопис, танець, музика і т. д. Типовий приклад культурної індустрії, що з'єднує мистецтво і комерцію — реклама (і пов'язаний з нею маркетинг). У цю індустрію давно і успішно залучені актори, графічні художники, співаки, музиканти, танцюристи, письменники і т. д.
Культурною економікою займаються сьогодні все більше дослідників, визначаючи її як вивчення еволюційного впливу культурних відмінностей на економічну думку і економічну поведінку. У новій економіці джерелом економічного зростання є людський капітал, капітал знань, інформації, культурний капітал.

## Показники культурної економіки у світовому масштабі
Культура та креативна індустрія досить відчутно стимулюють світову економіку, адже продукують 2250 млрд дол. доходів та 29,5 мільйона робочих місць. Така сума доходів вища за доходи сфери телекомунікацій (1570 млрд дол. США), ВВП Індії (1 900 млрд дол. США). Найбільші доходи мають телебачення (477 млрд дол. США), образотворче мистецтво (391 млрд дол. США) та преса (видавництво газет та журналів, 354 млрд дол. США).
У культурній і креативній індустрії показники зайнятості населення вищі, аніж у автомобільній промисловості США, Європи та Японії разом узятих (на 4,5 млн осіб більше). Такий вагомий внесок ККІ в світову економіку був відмічений у дослідженні, презентованому Міжнародною конфедерацією товариств авторів i композиторів (CISAC) спільно із ООН з питань освіти, науки i культури (UNESCO) у штаб-квартирі UNESCO в Парижі (Франція), і опублікований в EY (раніше Ernst & Young).

У сфері культурної і креативної індустрії зайнято 1 % населення світу, а найбільшими роботодавцями у цих галузях є образотворче мистецтво (6,73 млн.), музичне мистецтво (3,98 млн.), видавництво книг (3,67 млн.)

У вичерпному дослідженні EY «Культурні часи — перша світова мапа культурних тa креативних індустрій» проаналізовано 11 секторів Культурних тa Креативних Індустрій в Азіатсько-Тихоокеанському регіоні, Європі, Північній Америці тa Середньому Сході. У кожному регіоні ККІ мають свою вагу в економіці.
- Азіатсько-Тихоокеанський регіон: 34 % від світових доходів KKI. 40 % робочих, що мають найбільшу споживчу базу, і тенденція до швидкого росту середнього класу. Лідер в ігровій сфері. Швидкий ріст у Кіноіндустрії та Книговидавництві.
- Європа: 32 % від світових доходів KKI. 25 % робочих місць, культурна економіка має міцне історичне коріння і потужну підтримку держави, високо освічене населення i високу концентрацію творців.
- Північна Америка: 28 % від світових доходів ККІ. 15 % робочих місць. Має сильний міжнародний вплив: є лідером у кіноіндустрії, телебаченні, виконавському мистецтві.
- Латинська Америка: 6 % від світових доходів ККІ. 16 % робочих місць. Телебачення тут є беззаперечним лідером. Латино-Американські серіали поширюються планетою, так сaмo як музика і танці.
- Африка тa Середній Схід: 3 % від світових доходів сфери ККІ. 8 % робочих місць. Потенціал y Кіновиробництві, Телебаченні й Музиці. Однак наявна тіньова економіка (наприклад, неофіційні музичні виконання) складає значну частину культурного життя й джерел робочих місць.[1]

У 2013 році завдяки сфері ККІ світова економіка отримала близько 200 млрд дол. США прибутку від продажу цифрових товарів. Зростанню продажу цифрових пристроїв сприяло виробництво культурно-креативного контенту. 21,7 млрд дол. США доходу принесла цифровому сектору реклама в Інтернет-ЗМІ та на безкоштовних вебсайтах товарів та послуг культурного призначення.

Наведені дані характеризують економічні масштаби сфери ККІ та особливості цього сектору економіки.

## Моделі взаємодії культури та економіки
Сфера культури перебуває у тісній взаємодії з економікою. Розрізняють чотири моделі взаємодії культури та економіки.

### Модель добробуту (англ.Welfare model)
Культура є символічною «платою» за добробут, адже культурні товари, що виробляються, мають високу культурну цінність, однак низьку ринкову вартість. Втручання держави обґрунтовується «публічними благами» сфери культури, нездатністю ринку інтерналізувати культурну цінність блага (товару).

### Конкурентна модель (англ.Competitive model)
Культура — один із секторів економіки. І якщо змінюються масштаби креативних індустрій, то це певною мірою змінює економіку. Сфері ККІ властиві такі ж динамічні ефекти в плані доходу, продуктивності, які генерують і інші сектори економіки. А тому культура в однаковій мірі або заслуговує, або не заслуговує субсидій, як і інші види продуктивної діяльності.

### Модель зростання (англ.Growth model)
Креативним індустріям властивий економічний ріст. Вони впливають на інші сектори економіки, їх продуктивність та конкурентоспроможність, сприяють запровадженню інноваційних технологій та підтримці високого науково-технічного рівня виробничокомерційних процесів. А тому у плані політики креативні індустрії потребують особливого ставлення, зважаючи на їхній вплив на інші сектори економіки.

### Інноваційна модель (англ.Innovation model)
Креативні індустрії коректніше розглядати як складову частину національної інноваційної системи, адже вони не є окремим сектором економіки. Культура змінює економічні процеси і вважається суспільним благом, що перебуває у динаміці. За таких умов культура та креативні галузі стають об'єктом національної інноваційної політики з усіма відповідними наслідками.

## Економічні ефекти культури і креативної індустрії
Всі економічні ефекти, які генерує сфера культури та креативних індустрій, можна поділити на прямі та непрямі.
| Прямі ефекти                                           | Непрямі ефекти                                                                                     |
| ------------------------------------------------------ | -------------------------------------------------------------------------------------------------- |
| Зайнятість.                                            | ККІ як чинник розвитку супутніх галузей(споживачів товарів та послуг сектору ККІ).                 |
| Внесок в економіку(валова додана вартість, ВВП тощо).  | ККІ як джерело розвитку галузей економіки, що постачають товари та послуги для сектору ККІ.        |
| Добробут(заробітна плата, інші доходи).                | Створення культурно-креативних кластерів може сприяти зовнішній економії на масштабах виробництва. |
| Платіжний баланс(імпорт та експорт товарів та послуг). | Розвиток ККІ як чинник інвестиційної привабливості відповідної території, регіону, міста тощо.     |
| Продуктивність.                                        | ККІ як чинник розвитку людського капіталу, передачі знань.                                         |
| Підприємництво.                                        | ККІ як джерело досвіду управління проєктами, формування міжгалузевих мереж.                        |

## Мобільність як фундаментальна риса розвитку ККІ
Трудовим ресурсам культурного сектору економіки характерна мобільність. З огляду на це, пріоритетним у політиці сприяння розвитку цього сектору має бути розвиток такої мобільності.
Мобільність — це соціально-економічний аспект функціонування ККІ. Вона дозволяє збільшити як професійний потенціал сектору в цілому, так і потенціал зайнятості для тих професіоналів, які працюють у культурних мережах на міжнародних ринках. У культурній мобільності розрізняють традиційні і нові моделі. Традиційні моделі дають змогу професіоналам з CCS відповідати на економічні виклики та отримувати нові навички, а інноваційні допомагають нарощувати потенціал та розвивати мережу для міжнародної роботи на світовому ринку.
Крім того, мобільність у сфері культури та культурних індустрій допомагає містам та регіонам розвивати яскраві, колоритні культурні громади та креативне транскордонне середовище з міжнародним партнерством і довгостроковими торгово-економічними відносинами. Це зміцнює міжкультурний діалог та взаєморозуміння, формує почуття приналежності до спільного культурного простору.

## Культура та креативні індустрії в Україні
Сфера ККІ в Україні в цілому розвивається у відповідності до загальносвітових тенденцій:
- Розвиток інформаційних і комунікаційних технологій робить більш дешевшими та доступними культурні продукти та послуги (за допомогою всесвітньої мережі Інтернет можна завантажити майже будь-який фільм, «відвідати» музеї, виставки тощо), знижує бар'єри входу нових економічних агентів у галузь (наприклад, зараз набагато легше — і фінансово, і організаційно — створити власну телестудію, студію звукозапису, фотостудію тощо).

- У культурному секторі економіки України досить динамічно розвивається сфера інновацій. До стартапів у сфері ККІ належать проєкти у fashion-індустрії, виробництві прикрас; проєкти, пов'язані з наданням певних «матеріальних» видів послуг (наприклад, послуги фотостудій). Розвиваються тренди «купуй українське» і «споживай грамотно», що безпосередньо впливають на сферу моди та дизайну.

- Культурна політика України також відповідає світовим трендам, адже передбачає державну підтримку «національного культурного продукту» (наприклад, український кінематограф є одним із пріоритетів у рамках просування національного культурного продукту), підтримку української мови як офіційної. Розвиток креативних галузей є однією з пріоритетних цілей «Довгострокової стратегії розвитку української культури» до 2025 року.

## Основні показники розвитку галузі культури України в міжнародному контексті
Дослідження за методикою ЮНЕСКО, у якому були використані дані ДССУ за 2014 рік, оцінило внесок галузі культури до ВВП України на рівні 4,04 %, а зайнятість населення у культурних закладах на рівні 3,17 %, що відповідає європейським показникам.
Українська дослідниця Марія Проскуріна оцінила частку культурних індустрій в українській економіці в межах 5-7 % від ВВП. У цілому, на думку дослідниці, сфера культури і мистецтва демонструє зростаючу роль та значний потенціал в економіці країни.
Аналізуючи ці дані можна сказати, що внесок культури у ВВП та масштаби зайнятості населення в цій сфері в Україні формально відповідають європейським показникам, однак при цьому є значний потенціал для зростання ролі цього сектору в економіці країни. 

## Сучасний стан регіональної культурної економіки України
В Україні економічна політика влади спрямована на відновлення промислового потенціалу, зосередженого у більшості своїй у великих містах. Це створює передумови для урбанізації та міграції населення з малих міст та селищ до мегаполісів та обласних центрів. Однак слід зважати на те, що рівень розвитку національної економіки напряму залежить від розвитку регіональних економік, ступеня їх інтеграції в інноваційну систему країни. Дуже важливо зважати на актуальні загальносвітові тренди розвитку: сьогодні світ розвивається не через розвиток країн, а завдяки діяльності кожного окремого регіону, міста чи селища.
Якщо проаналізувати рівень соціально-економічного розвитку і ділової активності малих міст України, то він є досить низьким. Однак ці містечка володіють значним культурно-історичним, туристично-рекреаційним і природним потенціалом. А тому політика сприяння розвитку туристичної сфери в таких містах — це дієвий інструмент для підвищення рівня зайнятості населення, зменшення трудової міграції, посилення ділової активності, притоку інвестицій в регіони, поліпшення фінансових показників діяльності підприємств, формування туристичної привабливості міст.
Українська економіка потребує нових креативних підходів. ККІ мають стратегічний потенціал і можуть сприяти сталому розвитку регіонів та міст. Використання креативних технологій капіталізуватиме міста та території, сприятиме притоку інвестицій у регіони.

## Культурний туризм як чинник розвитку регіональної культурної економіки
Перспективним для розвитку сектору культури економіки України, на мою думку, є культурний туризм.
Основною умовою розвитку культурного туризму є історико-культурний потенціал країни і кожного окремого регіону, вільний доступ до нього, а також побутові умови проживання туристів.
Депресивні регіони повинні розглядати культурну спадщину і культурний туризм як джерело розвитку і економічний потенціал території. Інтеграція окремих пам'яток культурної спадщини в міжнародну туристичну мережу стимлюватиме затвердження окремих програм реставрації, притік інвестицій в регіон. Створення скансенів, нових іміджевих музеїв, ресторанів традиційних національних страв, обладнання місцевими жителями гостьових кімнат (хостелів) для туристів сприятиме фінансовому поповненню регіональних бюджетів.